# Evaristo Fernández de San Miguel
Evaristo Fernández de San Miguel y Valledor (Gijón, 26 d'octubre de 1785 - Madrid, 29 de maig de 1862) fou un noble, militar, polític i historiador asturià, duc de San Miguel.

## Biografia
Estudiant d'Humanitats a la Universitat d'Oviedo, es va integrar en les unitats de voluntaris amb l'esclat de la Guerra del Francès integrant-se en el Batalló de Voluntaris de l'Estat en Madrid en 1807. Va fugir de la capital en iniciar-se la guerra dirigint-se a Astúries on va ingressar al Batalló Covadonga integrat al Regiment Infiesto. Les seves accions militars a la zona seran decisives en l'intent d'alliberament de Santander. Es va mostrar com a home fort, lleial i sovint dur amb l'enemic. No obstant això en les accions per a l'aproximació a la capital càntabra, els francesos van desbaratar les columnes espanyoles, fou fet presoner i traslladat a França. Allí va prendre contacte amb molts dels militars liberals que serien decisius en l'esdevenidor de la història d'Espanya anys més tard.
Després del seu alliberament en 1814 amb la signatura de la pau, va participar en els moviments oposats al Manifest dels Perses que va legitimar la restauració absolutista de Ferran VII, per la qual cosa va ser arrestat quan formava part del Regiment Astúries que s'aprestava a viatjar a Amèrica en defensa de les colònies. No obstant això, portat a l'isla de León, les circumstàncies permeten el seu alliberament i és nomenat Segon Cap d'Estat Major, sent un dels primers homes que s'uneix l'1 de gener de 1820 a l'alçament de Rafael de Riego, dirigint-se amb ell des de San Fernando cap a la capital d'Espanya. En aquest moment és ascendit a Coronel. Encara que és discutit, sembla haver estat l'autor de la lletra de l'Himne de Riego.
Després de jurar Ferran VII la Constitució liberal de Cadis, es va traslladar a Madrid, on va ser nomenat per ocupar diversos llocs al Ministeri de la Guerra. Els moviments contrarevolucionaris de Ferran VII es fan més patents a Madrid que a altres llocs. San Miguel té, entre les seves obligacions, estar a càrrec del Batalló de Patriotes i, per tant, de la Milícia Nacional a la ciutat. Al juliol de 1822 es veu obligat a usar la força contra unitats realistes que intentaven entrar a la capital (revolta de la guàrdia reial). En aquest temps va ser membre del Gabinet com a Secretari del Despatx d'Estat, amb rang equivalent a Ministre d'Afers exteriors des del 5 d'agost de 1822 al 2 de març de 1823 en què el substitueix Álvaro Flórez Estrada, havent d'enfrontar-se durant el seu ministeri a les accions de les potències estrangeres unides en la Santa Aliança a favor de l'absolutisme. Amb l'arribada dels Cent Mil Fills de Sant Lluís combat a Catalunya juntament amb Francisco Espoz y Mina però és greument ferit, detingut i traslladat a França.
Alliberat en 1824, durant la Dècada Ominosa no va poder tornar a Espanya i es va exiliar a Londres. Va tornar en 1834 amb l'amnistia general, unint-se immediatament a la causa de Maria Cristina de Borbó en defensa de la legitimitat d'Isabel II en l'enfrontament amb el pretendent Carles per la Corona espanyola. Es va unir així a l'exèrcit cristí durant la Primera Guerra Carlina on va arribar a ascendir fins a Mariscal de Camp, destacant la seva participació en la batalla de Mendigorría -per la qual va obtenir la Creu Llorejada de Sant Ferran. Va arribar a ser nomenat General en Cap dels Exèrcits del Centre.
En finalitzar la Guerra Carlina va ser nomenat Capità General provisional d'Aragó i va recolzar de forma explícita els moviments revolucionaris de 1836 que va desencadenar el motí de la Granja de San Ildefonso per al restabliment de la Constitució gaditana de 1812 en perjudici de l'Estatut Reial de 1834.
Va ser escollit diputat a les Corts que van aprovar la Constitució de 1837. Va ser Ministre de la Guerra durant la regència de Baldomero Espartero, sent President del Consell de Ministres Eusebio de Bardaxí y de Azara. De 1836 a 1850 va ser escollit diputat successivament per Oviedo, Saragossa i Madrid. En 1851 va ser nomenat senador vitalici encara que no va tornar a l'activitat política efectiva fins a l'arribada del Bienni Progressista en 1854, de nou amb Espartero i O'Donnell, sent partícip actiu dels moviments revolucionaris de la Junta de Madrid, Capità General de Castella La Nova i Comandant General del Reial Cos d'Alabarders. El record de les seves actuacions al capdavant de la Milícia Nacional en 1822 en defensa de Madrid li van portar a ser sobrenomenat pels seus conciutadans Ángel de la Pau.
A més de la Llorejada de Sant Ferran, va ser distingit amb la Gran Creu de l'Orde de Carles III i la Reial i Militar Orde de Sant Hermenegild
Va ser també acadèmic d'honor des de 1836 de la Reial Acadèmia de Nobles i Belles Arts de Sant Lluís.